# Nemoraea japonica
Nemoraea japonica là một loài ruồi trong họ Tachinidae.